# 毛家坪遗址
毛家坪遗址，位于中国甘肃省天水市甘谷县，2019年，列为第八批全国重点文物保护单位。
毛家坪遗址曾为甘肃省文物保护单位（前三批），历史年代为新石器时代至青铜时代、周。遗址面积超过60万平方米。2012年至2014年期间，由甘肃省文物考古研究所等5家单位组成的早期秦文化联合考古队，对毛家坪遗址进行全面勘探发掘，累计发掘面积达4000平方米。至2014年，共勘探出墓葬1000多座，发掘墓葬199座，灰坑752个，车马坑5座。共出土铜容器51件、陶器约500件。发现并确认毛家坪遗址是2700多年前秦国设立的古冀县县治所在。
2019年10月7日，中国国务院列为第八批全国重点文物保护单位。